# Sabina Rojková
Sabina Rojková (* 12. června 1997 Teplice) je česká divadelní, filmová a dabingová herečka, členka souboru Divadla na Vinohradech.

## Životopis
Od dětství se věnuje herectví a tanci. Od svých 3 let se věnuje zpěvu. V 6 letech začala navštěvovat základní školu s rozšířenou výukou hudební výchovy a také hodiny tanečního divadla. Vystupovala na různých koncertech a v dětském pěveckém sboru Poupata. Navštěvovala Taneční divadlo Teplice a kratší dobu se věnovala mažoretkám. Ve svých 9 letech navštěvovala hodiny herectví v Krušnohorském divadle Teplice. Od 6. třídy studovala na víceletém Gymnáziu J. A. Komenského. Navštěvovala paní Galinu Proklovou v Základní umělecké škole. Krátce dojížděla do Prahy na soukromé hodiny zpěvu k profesionální skladatelce Nikol Davídkové. V roce 2008 tančila v Krušnohorském divadle Teplice ve Styl-Dance, kde se věnovala standardním a latinskoamerickým tancům.
V roce 2012 byla přijata na hudebně-dramatický obor (herectví) na Státní konzervatoři v Praze. Jejím spolužákem byl Vincent Navrátil, se kterým si v roce 2014 zahrála ve filmu Poslední cyklista. Mezi lety 2013 až 2015 hrála v divadelním představení Růžové brýle v divadle Ungelt, se Zuzanou Bydžovskou a Hanou Maciuchovou. Téhož roku si zahrála v pohádce Jana Svěráka Tři bratři.
V roce 2014 začala hrát v Divadle na Vinohradech a po třech letech hostování zde vstoupila do angažmá. Dále hraje v divadelní inscenaci Noc na Karlštejně roli Aleny, neteře purkrabího. V této roli se alternuje s Ivanou Korolovou.
Od roku 2017 se věnuje dabingu a nadabovala například: Princeznu v pohádce Princezna a dráček, Wanda z pohádky Psí veličenstvo, Susana z filmu Noemova Archa a mnoho dalších filmů a seriálů.
Měří 163 cm.

## Filmografie
| Název díla                                | Rok       | Role                                             | Poznámka  |
| Ulice                                     | 2010–2016 | Viky Horáková                                    | TV seriál |
| Colette                                   | 2013      | Dítě                                             | Film      |
| Poslední cyklista                         | 2014      | Klárka                                           | Film      |
| Tři bratři                                | 2014      | Maruška                                          | Pohádka   |
| Americké dopisy                           | 2015      | Otilka                                           | Film      |
| Já, Mattoni – díl: Hra na štěstí          | 2016      | Kamilka von Mattoni                              | TV seriál |
| Specialisté – díl: Mrtvým se nic nedaruje | 2017      |                                                  | TV seriál |
| Dáma a Král – díl: Smrt v jezerní kotlině | 2017      |                                                  | TV seriál |
| Trojí život                               | 2018      | Natálie                                          | Film      |
| Modrý kód – díl: Nebezpečné sny           | 2018      |                                                  | TV seriál |
| Profesor T. – díl: Dvojí život            | 2018      |                                                  | TV seriál |
| Případ dvou básníků                       | 2019      | Dita Dittrichová                                 | Film      |
| Alpha Code                                | 2020      | Teri                                             | Film      |
| Jako letní sníh                           | 2021      | Kristýna Poniatowská                             | Film      |
| Největší dar                              | 2021      | Vesna                                            | Pohádka   |
| Zločiny Velké Prahy                       | 2021      | Sisi, nevlastní dcera vrchního inspektora Budíka | TV seriál |
| Seriál Hotel Kokořín                      | 2021      | Gábinka                                          | TV seriál |
| Co ste hasiči                             | 2021      | Nina, dcera starosty                             | TV seriál |
| Marie Terezie – část 5                    | 2021      | Mimmi                                            | TV seriál |
| Ordinace v růžové zahradě 2               | 2023      | Johana Fajmonová, zdravotní sestra               | TV seriál |
| Jak přežít svého muže                     | 2023      |                                                  | Film      |

## Divadelní role

### Krušnohorské divadlo Teplice
- představení Mafstory (2009)
- představení Čertovská škola (2009)
- představení Princové jsou na draka (2010)
- představení Sylvie (2010)

### Divadlo ABC
- Charlotte Brontëová: představení Jana Eyrová, role: Adélka (duben 2009 - květen 2012)

### Divadlo Rokoko
- Federico García Lorca: představení Krvavá svatba (únor 2010 – duben 2011)

### Divadlo Ungelt
- Susan Bigelow, Janice Goldberg: představení Růžové brýle (březen 2013 – duben 2015)

### Divadlo Josefa Kajetána Tyla
- Tracy Letts: představení Srpen v zemi indiánů (prosinec 2013 - květen 2015)

### Kongresové centrum Praha
- představení Tři oříšky pro popelku (říjen 2018 - prosinec 2018)

### Divadlo Na Rejdišti
- Milan Šotek, Václav Kliment Klicpera: představení Jelen v borůvčí (prosinec 2016 - listopad 2017)

### Divadlo Karlštejn
- Noc na Karlštejně: role Aleny, neteře purkrabího (2016 - dosud)

### Agentura Divinus
- Penelope Skinner: Linda, role: Bridget, režie Juraj Deák (původně uváděno v Divadle na Vinohradech, obnovená premiéra jaro 2021)

### Divadlo Palace
- Ken Ludwig: Dámy vpřed!, role: Audrey, režie Jana Kališová (červen 2023 - dosud)
- Alan Ayckbourn: Aby bylo jasno, role: Ginny, režie: Ondřej Zajíc (červen 2024 - dosud)

### Divadlo na Vinohradech
- 2014 Stephen Beresford: Poslední z Haussmanů, režie: Petr Kracik, česká premiéra: 21. února 2014, role: Summera (únor 2014 – duben 2015)
- 2015 Karel Čapek: Loupežník, režie: Tomáš Töpfer, premiéra: 6. února 2015, role: Mimi (únor 2015 – únor 2017)
- 2015 David Hare: Nevzdávej to (Gethsemane), režie: Juraj Deák, česká premiéra: 15. května 2015, role: Suzette Guestová (květen 2015 – červen 2016)
- 2015 William Shakespeare: Romeo a Julie, režie: Juraj Deák, premiéra: 12. prosince 2015, role: Julie (prosinec 2015 – dosud)
- 2018 Eurípidés: Ifigenie v Aulidě, režie: Martin Čičvák, premiéra: 16. února 2018, role: Ifigenie, Agamemnonova dcera (únor 2018 – únor 2019)
- 2018 Jan Vedral podle Vladimíra Neffa: Sňatky z rozumu, režie: Radovan Lipus, světová premiéra: 23. března 2018, role: Marie, druhá žena Martina Nedobyla – Chůva Annerle (březen 2018 – březen 2022)
- 2018 Colin Higgins: Harold a Maude, režie: Juraj Deák, premiéra: 25. května 2018, obnovená premiéra: 18. září 2021, role: Marie (květen 2018 – březen 2020, září 2021 – leden 2023)
- 2019 Penelope Skinner: Ahoj, krásko! (Linda), režie: Juraj Deák, česká premiéra: 17. května 2019, role: Bridget (květen 2019 – říjen 2020)
- 2019 William Shakespeare: Jak se vám líbí, režie: Juraj Deák, premiéra: 13. prosince 2019, role: Fébé, pastýřka (prosinec 2019 – červen 2022)
- 2020 Jan Vedral podle Olgy Scheinpflugové: Český román, režie: Radovan Lipus, světová premiéra: 11. září 2020, role: Olga – Mimi (září 2020 – duben 2024)
- 2020 Milan Uhde – Miloš Štědroň: Balada pro banditu, režie: Juraj Deák, premiéra: 2. října 2020, role: Žena (říjen 2020 – dosud)
- 2021 Guy de Maupassant – Vladimír Čepek: Miláček, režie: Šimon Dominik, premiéra: 3. prosince 2021, role: Suzanne  (prosinec 2021 – květen 2023)
- 2022 Federico García Lorca: Dům Bernardy Alby, režie: Juraj Deák, premiéra: 20. května 2022, role: Martirio, Bernardina dcera (květen 2022 – listopad 2024)
- 2022 George Bernard Shaw: Člověk nikdy neví, režie: Šimon Dominik, premiéra: 18. listopadu 2022, role: Dolly (listopad 2022 – červen 2024)
- 2023 Molière: Lakomec, režie: Pavel Khek, premiéra: 20. října 2023, role: Mariana (říjen 2023 – dosud)
- 2025 Alena Mornštajnová – Jiří Janků: Hana, režie: Petr Svojtka, premiéra: 4. dubna 2025, role: Ida Horáčková – Bloková (duben 2025 – dosud)